# Далгат, Магомед Магомедович

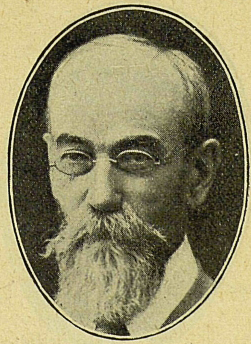
Доктор Магомед Далгат

Магоме́д Магоме́дович Далга́т (при рождении — Далгат Магомедович Халилов; 1849 — февраль 1922) — российский политический и государственный деятель. Депутат Государственной думы Российской империи IV созыва. Комиссар по управлению Дагестанской областью, статский советник. Первый человек с высшим светским образованием на Северном Кавказе.

## Биография
Родился в 1849 году в селе Урахи (ныне — Сергокалинский район), даргинец. Окончил горскую русскую школу, в 1869 году Ставропольскую гимназию. Учился на медицинском факультете Московского университета, в 1875 году окончил медицинский факультет Вюрцбургского университета (отъезд за границу, вероятно, был связан с сотрудничеством с народнической организацией).
В 1877 году сдал экзамен на лекаря в Медико-хирургической академии.
C 1877 года работал врачом Владикавказского окружного полицейского управления, заведовал оказанием медицинской помощи военнопленным туркам (1877—1888). В 1890—1922 годах — городской врач Владикавказа, одновременно (с 1889 года) работал врачом пансиона Владикавказского реального училища.
Активно участвовал в общественной жизни Терской области и Владикавказа:
- член правления Общества распространения образования и технических сведений среди горцев Терской области[17][18],
- врач Владикавказского окружного присутствия по воинской повинности[19],
- основатель[10] и товарищ председателя Терского медицинского общества[20],
- член Владикавказского городского общества взаимного страхования от огня имущества[21],
- гласный (депутат) Владикавказской городской думы (в течение 16 лет)[10][22],
- член Терского областного статистического комитета[23].
- Председатель Комитета ГД РИ по делам национальностей с 1913 по 1918 год.

В 1914 году был избран почётным мировым судьёй Владикавказского съезда мировых судей.
С 1905 года редактировал (в 1906 году — и издавал) газеты «Голос Кавказа» и «Весь Кавказ».
В 1912—1917 годах — депутат IV Государственной думы Российской империи от Дагестанской области и Закатальского округа; входил во фракцию прогрессистов.
Внёс законопроекты: об отказе от выкупа горцами земельных угодий из казны, о замене горских судов общими (с учётом разумных норм адата и шариата в гражданских делах, осуществлением судопроизводства на местных языках), об учреждении муфтията (Духовного управления) для мусульман Северного Кавказа, о прекращении зависимого положения поселян Дагестанской области и Закатальского округа по отношению к бекам. Выступал в поддержку законопроектов о депутатской неприкосновенности, о введении земства, суда присяжных, о развитии золотопромышленности.
Был активным членом Владикавказского общества любителей велосипедного спорта.
С марта 1917 года по 1918 год был комиссаром по управлению Дагестанской областью.

### Семья
- Отец — Молла Магомед[26], арабист[1].
  - Брат — Муртузали-наиб, начальник одного из участков Даргинского округа[26];
  - Брат — Абдусалам-кады, старшина Каба-Дарго, воспетый в стихах его другом Батыраем[26];
  - Брат — Абдулкерим, в 1881 году был приглашен в Санкт-Петербург от Дагестана на торжества по случаю коронации Александра III[26].
- Жена — Ниса-ханум, дочь персидского консула в Ростове-на-Дону[26].
  - Сын — Джамалутдин[26],
  - Сын — Серажутдин[26],
  - Дочь — Дженнет (1885—1938), выпускница Лейпцигской консерватории (1909)[1], пианистка, композитор, педагог[26],
    - внук — Джемал-Эддин Энверович Далгат (1920—1991), дирижёр.

## Награды
- орден Святой Анны 3-й степени,
- орден Святого Станислава 3-й степени,
- бронзовая медаль «В память русско-турецкой войны 1877—1878»[4].
- почетный гражданин Владикавказа[27]

## Адреса
- 1905 — Владикавказ, ул. Святополковская[28].